# 張天愛 (香港)
張天愛（英語：Flora Zeta Elizabeth Cheong-Leen，1959年11月20日—），香港电影演员及時裝設計師。

## 生平
1980年代為演員，曾接拍多齣電影，並活躍於社交圈子。
1981年创立了个人的时装品牌后Pavlova。除了時裝設計的發展，張天愛早年曾學習芭蕾舞，並在9歲考入知名芭蕾舞學府皇家芭蕾舞學院，更在校園內擁有個人雕像。

## 電影
| 年份   | 片名          | 角色     |
| 1981年 | 追女仔        | 林小霞   |
| 1981年 | 龍咁威        | Gidget   |
| 1981年 | 再生人        |          |
| 1981年 | 飛刀‧又見飛刀 |          |
| 1982年 | 獵頭          |          |
| 1982年 | 花劫          | 于群     |
| 1983年 | 生死决        | 夏侯勝男 |

## 榮譽
- 1990年香港十大傑出青年

## 家庭
- 張父為香港市政局第一位華人主席張有興，於2022年1月4日逝世。
- 張曾有數段婚姻，首任丈夫是外籍髮型師Anthony（1979-1981年）。
- 張第二任丈夫是思捷環球前任主席兼行政總裁邢李㷧，育有女兒邢嘉倩。
- 張第三任丈夫是資深大律師胡漢清（1992年）。
- 張第四任丈夫是演員羅素（2003-2012年）。

## 外部連結
- 中文電影資料庫 ─ 張天愛 （页面存档备份，存于）
- 張天愛在互联网电影资料库（IMDb）上的資料（英文）
- 張天愛在香港影庫上的簡介
- 張天愛在豆瓣上的资料（简体中文）
- 張天愛在时光网上的簡介（简体中文）